# Sho Otsuka
Sho Otsuka (født 25. juli 1995) er en japansk fodboldspiller, som spiller for den japanske fodboldklub FC Ryukyu.